# Сант'Андреа (Болоња)
Сант'Андреа (итал. Sant'Andrea) је насеље у Италији у округу Болоња, региону Емилија-Ромања.
Према процени из 2011. у насељу је живело 106 становника. Насеље се налази на надморској висини од 610 м.